# Горынь (станция)
Горынь (транслит. Haryń, бел: Гарынь) — станция Барановичского отделения Белорусской железной дороги в Столинском районе Брестской области. Находится в рабочем посёлке Речица.

## История

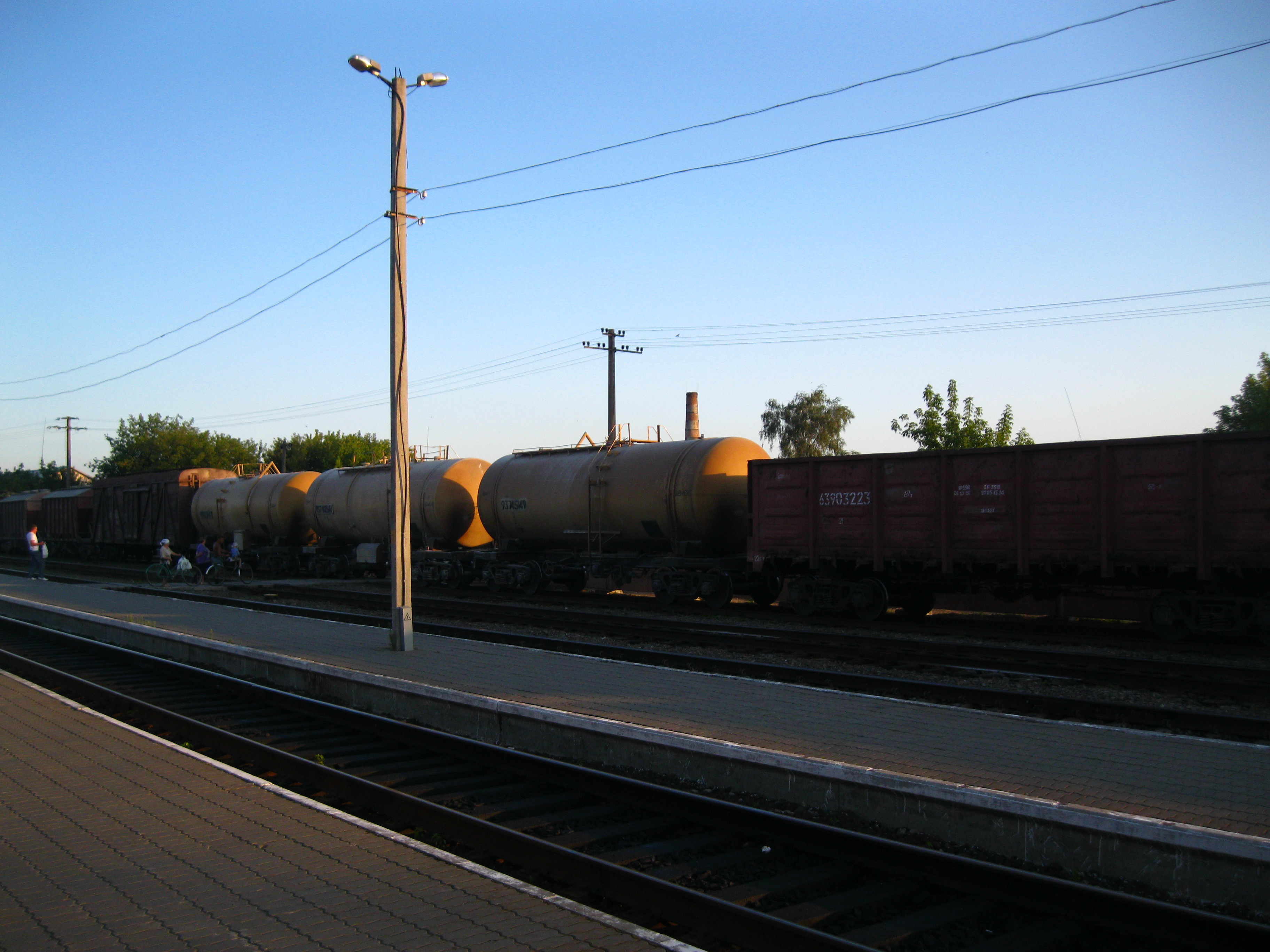
Платформа станции Горынь

Станция Горынь открыта 2 (14) августа 1885 года в ходе строительства железнодорожной линии Ровно — Сарны — Лунинец.
С 1992 года является пограничной. На станции действует пункт пограничного и таможенного контроля «Горынь».

## Пассажирское сообщение
До 2019 года через станцию следовал международный пассажирский поезд № 371/372 Могилёв — Львов, осуществлявший остановку для проведения пограничного и таможенного контроля. Поезд курсировал через день.
Станция является конечной для дизель-поездов, которые курсируют с/на Барановичи-Полесские (Беларусь) и промежуточной станцией для дизель-поездов, которые курсируют на/со станции Барановичи-Полесские/Лунинец/Бухличи.
С 16 марта 2020 года приостановлено движение пассажирских поездов из Беларуси на территорию Украины, а также пригородных дизель-поездов со станций Здолбунов и Сарны (Украина), для предотвращения распространения короновирусной инфекции. На станции осуществлялся пограничный и таможенный контроль при пересечении государственной границы между Украиной и Беларусью.